# 段旭
段旭，江西都昌人，清朝政治人物。
鄉試中舉。道光十八年（1840年）至道光十九年（1841年），擔任利川知县。